# دراسات اجتماعية للتمويل
الدراسات الاجتماعية للعلوم المالية هو مجال البحوث متعدد التخصصات الذي يجمع بين وجهات النظر من ناحية علم الإنسان وعلم الاجتماع الاقتصادي والعلوم والدراسات التكنولوجية والاقتصاد السياسي الدولي والمالية السلوكية والدراسات الثقافية و/أو الاقتصاد في دراسة الأسواق المالية. ومما هو جدير بالذكر أن العمل في مجال الدراسات الاجتماعية الخاصة بالمالية لا يؤكد على الأبعاد الاجتماعية والثقافية الخاصة بالأنشطة المالية فحسب، وإنما يركز أيضًا على الأبعاد الفنية والاقتصادية على سبيل المثال التسعير والتداول.

## معلومات تاريخية
كانت الأسواق المالية موضوعًا للتحقيق الاجتماعي، على الأقل، منذ أن ظهر كتاب ماكس فيبر بعنوان البورصة (Die Börse). أدى إثارة النظرية المالية الكمية في الاقتصاد المالي ابتداء من عام 1950 وحتى بعد ذلك إلى ظهور التخصص الأكاديمي في الأسواق المالية، الذي من دوره أن يركز بدلا من ذلك على وضع النماذج الاقتصادية والاهتمام الضعيف بالجوانب الاجتماعية. وفي عام 1980، فقد طور عدد من علماء الاجتماع الاقتصادي عملية التحقيق التجريبية في البنية الاجتماعية والخصائص الثقافية للأسواق المالية، ولا سيما في الولايات المتحدة الأمريكية. شهدت هذه الأبحاث الرائدة مساهمات من قبل واين إي بيكر وميتشيل واي أبولافيا وتشلرلز دبليو سميث، واعتمدت على طرق مثل المراقبة الإثنوغرافية أو تحليل الشبكة الاجتماعية. وفي التسعينات، قام عدد من الباحثين في مجال دراسات العلوم والتكنولوجيا أمثال كارين كنور- سيتينا ودونالد أيه ماكينزي بالبدء في تطوير البحوث التجريبية في هذا المجال، مع إيلاء اهتمام وثيق لدور معرفة الخبير والتكنولوجيا في الأنشطة المالية.

## الموضوعات الرئيسية
تشمل مواضيع البحث في الدراسات الاجتماعية الخاصة بالتمويل العالم الثقافي وعادات العمل الخاصة بالتجار وغيرهم من المهنيين في الأسواق المالية، هذا بالإضافة إلى عولمة وتنظيم الخدمات المالية، وعمليات الابتكار في الصناعة المالية ومشاكل المخاطر وعدم اليقين التي تميز هذه العمليات عن غيرها.